# Heinrich Maius
Heinrich Maius (* 23. November 1545 in Sangerhausen; † 28. September 1607 in Heidelberg) war ein deutscher evangelischer Theologe.

## Leben
Auf der Schule seiner Heimatstadt vorgebildet, besuchte Maius ab dem Sommersemester 1561 fünf Jahre lang die Universität Leipzig, wo er sich im Sommersemester 1564 das Baccalaurat der philosophischen Wissenschaften erwarb. Nachdem er drei Jahre lang Lehrer an der Schule seiner Heimatstadt gewesen war, immatrikulierte er sich am 17. Februar 1568 an der Universität Wittenberg und erwarb hier am 9. März 1568 den akademischen Grad eines Magisters. Daraufhin kehrte er 1568 als Rektor der Schule in Sangerhausen zurück und zog 1570 als Rektor an die Schule in Nordhausen. 1573 wurde er als Pfarrer nach Kapellendorf ordiniert. Während dieser Zeit setzte er ab dem Wintersemester 1574 seine theologischen Studien an der Universität Jena fort. 1578 übernahm er die Stelle des Oberpfarrers von Wernigerode, als Hofprediger der Grafen zu Stolberg.
Obwohl er die Konkordienformel unterschrieben hatte, wurde er zunächst als Kryptocalvinist abgelehnt. Ein Zeugnis der theologischen Fakultät der Universität Jena beseitigte jedoch die Vorbehalte. So stand er nun der Grafschaft Stollberg als Superintendent vor. Seine theologischen Studien in Jena weiter fortsetzend, brachte ihm am 11. Oktober 1582 die Promotion zum Doktor der Theologie ein. Maius stand in Briefwechsel mit Martin Chemnitz und seinem Schwager Heinrich Schneidewein.
Obwohl er kein Freund der Konkordienformel war, unterschrieb er auf Druck der sächsischen Kurfürsten diese für die Grafschaft Stolberg. Als unter dem Kanzler Nikolaus Krell eine philippistische Ausrichtung in Kursachsen forciert wurde, begab er sich 1588 an die Universität Wittenberg und wurde dort vierter Professor der Theologie. Als Georg Mylius aus Wittenberg vertrieben war, stieg er 1589 in der Professur auf und übernahm die Stelle des Propstes an der Wittenberger Schlosskirche. Nachdem er im Sommersemester 1590 Dekan der theologischen Fakultät gewesen war, verwaltete die Geschicke der Universität im Wintersemester 1590 als Prorektor.
Nach dem Tod des Kurfürsten Christian I. von Sachsen erlangten die Gnesiolutheraner wieder die Oberhand in der sächsischen Kirchenpolitik. Aufgrund seiner calvinistischen Ansichten wurde Maius 1592 aus seinem Amt entlassen. Daraufhin ging er als Dorfpfarrer in die Niederpfalz, wurde dann Inspektor in Billigheim und schließlich 1599 Pfarrer und Konsistorialassessor in Heidelberg, wo er dann verstarb.

## Familie
Maius war verheiratet mit Ursula Kaldenbach, die Tochter des Daniel Kaldenbach d. J. Aus der Ehe stammen Kinder. Von diesen kennt man:
1. Theodor Majus (* ± 1569 in Sangerhausen), 17. Dezember 1588 Uni. Wittenberg, 1614 Mag. phil. Universität Helmstedt, 1605 Diakon in Wolmirstedt, 1607 Pfarrer in Ebendorf bei Barleben, 1613 Pfr. Ampfurth
2. Heinrich Maius (* Wernigerode) 17. Dezember 1588 Uni. Wittenberg
3. Daniel Maius (* Wernigerode) 19. Oktober 1590 Uni. Wittenberg
4. Katharina Maius (* ± 1585 in Wernigerode; † 16. März 1636 in Bergzabern) verh. (I) 8. Oktober 1606 in Bergzabern mit Pfr. in Nünschweiler Johann Heinrich Exter, verh. (II) 9. Februar 1628 in Zweibrücken mit Pfr. in Hornbach/Pfalz Christoph Metternach
5. Gottfried Maius (~ 30. Januar 1589 in Wittenberg; † 4. Februar 1589 ebd.)

## Werke
- Ein kurtz Prognosticum Astrologicum, auff die vier Zeiten. Erfurt 1574. (Digitalisat)
- Leichpredigt bey dem begrebnuss des Edlen ... Dieterichs von Gadenstedt seligen, Weiland Heubtmans zu Wernigeroda, der in disem Jtzlauffendem 1586. Jar den 13. Ianuarij ... entschlaffen, vnd den 20. Ianuarij ehrlich begraben. Vber den Spruch ... Apostels Pauli 1. Timoth. 1. Vbe eine gute Ritterschafft. Lucius, Helmstedt 1586. (Digitalisat)
- Zwo Leichpredigten, nach absterben vnnd vber der Leich des Wolgebornen ... Herrn Albrecht Georgen, weyland Grafen zu Stollberg ... vnd Wernigeroda ... den 14. Iulij Anno 87. vber den Spruch Psalm 71. VErwirff mich nicht in meinem Alter ... Vnd den 29. Iulij, vber die wort des HERRN Genes. 15. DV solt fahren zu deinen Vætern mit Frieden. Beyer, Leipzig 1588. (Digitalisat)
- Propositiones repetentes doctrinam nostrarum Ecclesiarum de Synodis et Concilijs, quam VII. Articulo Bavaricae Inquisitionis D. PHILIPP MELANTHON opposuit, et saepé multumque in suis scriptis tradidit et inculcavit. Welack, Wittenberg 1591. (Digitalisat)
- Commentarius in Danielem.
- De uno Evangelio.
- De uno salvandi modo per sidem in Christum.
- De ecclesia et fignis eam monstrantibus, et an sit visibilis.